# Ромель Моралес
Ромель Освальдо Моралес Рамірес (ісп. Romel Oswaldo Morales Ramírez, нар. 23 серпня 1997) — колумбійський та малайзійський футболіст, атакувальний півзахисник клубу «Джохор Дарул Тазім» та збірної Малайзії.

## Клубна кар'єра
Моралес почав займатись футболом у футбольній школій «Чурта-Мільйос» в Боготі, а потім батьки вирішили переїхати на південь континенту, де став навчатись в академії аргентинського «Рівер Плейта».
У 2014 році Моралес переїхав до аргентинського клубу «Банфілд», де дебютував на дорослому рівні 20 березня 2016 року, замінивши Волтера Ервіті в матчі проти «Рівер Плейта» (1:1).
Після шести років в Аргентині Моралес вирішив продовжити свою кар'єру в Малайзії, де підписав контракт з клубом ПКНС. Він дебютував 3 лютого 2018 року в матчі проти «Теренгану» (2:2), таким чином ставши першим колумбійцем в історії, який грав у цій азійській країні.
Згодом грав за інші місцеві команди «Мелака Юнайтед» та «Куала-Лумпур Сіті». З останньою виграв Кубок Малайзії 2021 року і став головним бомбардиром турніру з 10 голами. Наступного року став з командою фіналістом Кубка АФК 2022 року.
На початку 2024 року перейшов у «Джохор Дарул Тазім».

## Виступи за збірну
Після п'ятирічного перебування в країні, 19 грудня 2023 року, Моралес був натуралізований як малайзійський громадянин і отрирмав право представляти цю країну на міжнародній арені. Він дебютував за збірну Малайзії 8 січня 2024 року проти Сирії (2:2). За кілька днів дебютував на груповому етапі Кубка Азії 2023 року у Катарі проти Йорданії. На тому ж турнірі він забив свій перший гол за збірну, 25 січня 2024 року на 90+14 хвилині останнього матчу групового етапу проти Південної Кореї, який приніс його команді ничию 3:3. Втім це очко стало єдиним для команди на турнірі, і малайзійці посіли останнє місце у групі.

## Досягнення
- Фіналіст Кубка АФК: 2022
- Чемпіон Малайзії: 2024-25
- Володар Кубка Футбольної асоціації Малайзії: 2024
- Володар Кубка Малайзії: 2021, 2024-25
- Володар Суперкубка Малайзії: 2024, 2025